# Конвой № 1091
Конвой № 1091 — невеликий японський конвой часів Другої світової війни, який пройшов до архіпелагу Бісмарка у липні 1943 року.
Конвой сформували на атолі Трук (нині Чуук) у східній частині Каролінських островів (ще до війни тут створили потужну базу ВМФ), а місцем призначення був Рабаул — головна передова база на острові Нова Британія, з якої японці вже два роки провадили операції на Соломонових островах та сході Нової Гвінеї.
До складу конвою № 1092 увійшло лише одне судно «Коан-Мару», що вже два роки як було реквізоване для потреб Імперського флоту Японії та модернізоване в танкер-водовоз. Його ескорт забезпечував мисливець за підводними човнами CH-28.
О 9 годині ранку 9 липня 1943 року судна вийшли з Труку та попрямували на південь, а вже 12 липня (за іншими даними — о 18:00 13 липня) успішно прибули до Рабаула.
Варто відзначити, що «Коан-Мару» залишався в архіпелазі Бісмарка до січня 1944 року, коли затонуло під час чергового авіанальоту на Рабаул.